# Julfeber
Julfeber (danska: Julefeber) är en dansk julkalender från 2020, som visades på DR1. Julkalendern har även visats i Finland på Yle 2021.

## Handling
Björn är en osäker tonåring, och allt han vill är att vara som alla andra. Men det är inte lätt, när det pillar i kroppen – är det verkligen bara puberteten? För att lista ut vad som händer får Björn hjälp från både vänner och familj.

## Rollista
- Silas Cornelius Van – Björn
- Maria Szigethy – Frederikke
- Selma Sol í Dali Pape – Gro
- Joachim Fjelstrup – Kalle, Björn och Gros pappa
- Bodil Jørgensen – Rigmor, Björn och Gros mormor
- Peter Frödin – balettmästaren
- Maibritt Saerens – balettlärare Janni
- Sofie Torp – jultomten
- Isabella Kjær Westerman – Maj
- Ros-Maria Kjær Westerman – Liv
- Selina Benksohn Pedersen – balettflicka
- Martin Høgsted – Ulrik
- Alfred Nordhøj Kann – Vincent
- Kaya Loholt – Signe, Frederikkes syster
- Lars Ranthe – Slikkepinden

## Produktion
Serien spelades in på Det Kongelige Teater i Köpenhamn och i Køge.